# I cani di paglia
I cani di paglia è un romanzo dello scrittore e saggista francese Drieu La Rochelle terminato nel 1944.

## Trama
Ambientato nel 1942 / ’43 durante la seconda guerra mondiale, in pratica nel periodo in cui Drieu lo ha scritto, questo romanzo vuole essere la rappresentazione della Francia di quegli anni, divisa tra Vichy e l'occupazione tedesca. Costant, il personaggio principale è in gran parte il ritratto dell'autore stesso: un uomo giunto alla fine, per scelta, del suo percorso – cinquant'anni gli paiono l'età giusta per morire e sono anche l'età di Drieu che l'anno dopo si suiciderà – affascinato dalle religioni orientali e che osserva con distacco la fine, almeno la ritiene tale, della dignità della sua patria. 
Il contorno degli altri personaggi è la completa rappresentazione di chi “andava in scena” in quel periodo: il comunista, il collaborazionista, l'idealista patriota e il cinico mercante di borsa nera. Il pretesto è la difesa di un deposito di armi, non si sa conservate per chi e destinate a chi. Il racconto si sviluppa attraverso digressioni sullo stato della Francia e sul suo futuro che, comunque appare legato al destino degli altri, americani, inglesi o russi, perché non più in grado di decidere per se stessa. Il gaullismo appare una risorsa inesistente e non viene neanche collegato con l'unico personaggio (Cormont) che conserva amore per la propria patria e che in essa crede. È il pensiero di Drieu, il senso della fine, sua e della Francia, che passa attraverso considerazioni di carattere mistico e religioso con la figura di Giuda (Costant-Drieu) che assume la dignità di chi deve fare giustizia in un mondo ormai privo di ogni speranza e di possibilità di riscatto e segnare la morte dell'ultimo barlume di nazionalismo che è rappresentato dal giovane Cormont. Simbolicamente sarà una bomba alleata a porre la parola fine e il sigillo della morte su tutti i personaggi, perché nessuno di loro, come la Francia, è in grado di decidere del proprio destino.

## Edizioni
- Drieu La Rochelle, I cani di paglia, traduzione di Tiberio Massimo, Cavallo Alato, 1976,  p. 171.

- Drieu La Rochelle, I cani di paglia, traduzione di Maria Pia Tosti Croce, Guanda, 1982,  p. 163.